# Runebergskören BSB
Runebergskören BSB, där BSB står för Borgå Sångarbröder, är en manskör verksam i Borgå, Finland.
I folkmun brukar man ofta lämna bort akronymen BSB och förkorta körens namn till enbart Runebergskören.
Kören grundades år 1923 och den har 2019 drygt 50 aktiva sångare.
Stämuppdelningen är traditionell för manskör, det vill säga första tenor, andra tenor, första bas och andra bas.
I körens verksamhet ingår årligen återkommande aktiviteter som julkonserterna i Borgå domkyrka strax innan jul, vårkonserten som traditionellt går av stapeln dagen före mors dag, samt en sommarkonsert någon gång under sommarmånaderna.
Årligen återkommande framträdanden är också uppvaktningen vid Runebergs staty på Runebergsdagen den 5 februari och vårsången den 1 maj. Dessa två evenemang äger rum i Runebergsparken i Borgå.
Körens dirigent är (2024-) Tomas Takolander.